# Silver Broom 1973
Air Canada Silver Broom 1973 var det 15. VM i curling for mænd. Turneringen blev arrangeret af International Curling Federation og afviklet i arenaen Exhibition Arena i Regina, Saskatchewan, Canada i perioden 19. – 24. marts 1973 med deltagelse af ti hold. VM havde for første gang deltagelse af hold fra Italien og Danmark, og Regina var VM-værtsby for første gang.
Mesterskabet blev for første gang vundet af Sverige, som besejrede de forsvarende mestre fra Canada med 6-5 i finalen. Tredjepladsen gik til Frankrig, som tabte 5-6 til Sverige i semifinalen, og som var bedre placeret i grundspillet end den anden tabende semifinalist, Skotland. Sveriges hold kom fra Djursholms Curling Klubb i Stockholm og bestod af Kjell Oscarius, Bengt Oscarius, Tom Schaeffer og Claes-Göran Carlman – i øvrigt nøjagtig samme hold, som ét år tidligere endte på sidstepladsen ved VM.

## Resultater
De ti deltagende hold spillede en enkeltturnering alle-mod-alle. De fire bedste hold gik videre til semifinalerne, hvor de spillede om to pladser i finalen. Tjedjepladsen gik til den af de tabende semifinalister, der endte bedst placeret i grundspillet.

### Grundspil
| Runde | Kampe                   | Kampe | Kampe              | Kampe | Kampe                   | Kampe | Kampe                  | Kampe | Kampe                 | Kampe |
| ----- | ----------------------- | ----- | ------------------ | ----- | ----------------------- | ----- | ---------------------- | ----- | --------------------- | ----- |
| 1     | Sverige - Vesttyskland  | 12-6  | Canada - Norge     | 5-1   | USA - Frankrig          | 7-8   | Italien - Schweiz      | 6-9   | Skotland - Danmark    | 14-4  |
| 2     | Schweiz - Danmark       | 16-3  | Frankrig - Italien | 10-4  | Sverige - Norge         | 8-3   | USA - Skotland         | 10-4  | Vesttyskland - Canada | 1-15  |
| 3     | Norge - Italien         | 11-6  | Sverige - Danmark  | 16-2  | Vesttyskland - Skotland | 3-5   | Canada - Frankrig      | 6-5   | USA - Schweiz         | 6-7   |
| 4     | Vesttyskland - Schweiz  | 1-8   | Italien - Skotland | 6-7   | Sverige - Canada        | 7-8   | Frankrig - Danmark     | 16-3  | Norge - USA           | 3-10  |
| 5     | Vesttyskland - Frankrig | 2-10  | Canada - Italien   | 12-2  | Sverige - Skotland      | 6-4   | Norge - Schweiz        | 4-5   | USA - Danmark         | 14-2  |
| 6     | Norge - Danmark         | 5-8   | Sverige - Frakrig  | 6-7   | Schweiz - Skotland      | 3-6   | Vesttyskland - Italien | 13-2  | Canada - USA          | 13-1  |
| 7     | Frankrig - Skotland     | 4-5   | Canada - Schweiz   | 5-3   | Vesttyskland - Norge    | 4-6   | Italien - Danmark      | 8-6   | Sverige - USA         | 7-3   |
| 8     | USA - Italien           | 11-4  | Norge - Frankrig   | 6-9   | Canada - Skotland       | 9-3   | Vesttyskland - Danmark | 10-9  | Sverige - Schweiz     | 8-5   |
| 9     | Norge - Skotland        | 4-8   | Vesttyskland - USA | 3-8   | Frankrig - Schweiz      | 8-5   | Sverige - Italien      | 6-3   | Canada - Danmark      | 11-1  |

| Plac. | Hold         | Vundne | Tabte |
| ----- | ------------ | ------ | ----- |
| 1.    | Canada       | 9      | 0     |
| 2.    | Sverige      | 7      | 2     |
| 2.    | Frankrig     | 7      | 2     |
| 4.    | Skotland     | 6      | 3     |
| 5.    | Schweiz      | 5      | 4     |
| 6.    | USA          | 5      | 4     |
| 7.    | Norge        | 2      | 7     |
| 8.    | Vesttyskland | 2      | 7     |
| 9.    | Italien      | 1      | 8     |
| 10.   | Danmark      | 1      | 8     |

### Slutspil
| Runde       | Kamp               | Res. |
| ----------- | ------------------ | ---- |
| Semifinaler | Frankrig - Sverige | 5-6  |
| Semifinaler | Canada - Skotland  | 6-5  |
| Finale      | Sverige - Canada   | 6-5  |

### Samlet rangering
| Plac. | Hold         | 4                | 3                | 2                  | 1                    |
| ----- | ------------ | ---------------- | ---------------- | ------------------ | -------------------- |
| Guld  | Sverige      | Kjell Oscarius   | Tom Schaeffer    | Bengt Oscarius     | Claes-Göran Carlman  |
| Sølv  | Canada       | Harvey Mazinke   | Bill Martin      | George Achtymichuk | Dan Klippenstein     |
| 3.    | Frankrig     | Pierre Boan      | André Mabboux    | André Tronc        | Gerard Pasquier      |
| 4.    | Skotland     | Alex F. Torrance | Alex A. Torrance | Tom McGregor       | Willie Kerr          |
| 5.    | Schweiz      | Werner Oswald    | Cesare Canepa    | Rolph Oswald       | Hans-Ruedi Werren    |
| 6.    | USA          | Charles Reeves   | Henry Shean      | Doug Carlson       | Barry Blanchard      |
| 7.    | Norge        | Helmer Strømbo   | Per Dammen       | Øyvinn Fløstrand   | Geir Søiland         |
| 8.    | Vesttyskland | Klaus Kanz       | Heinz Kellner    | Manfred Rösgen     | Manfred Schulze      |
| 9.    | Italien      | Renato Ghezze    | Paolo da Ros     | Lino Mariani Maier | Andrea Pavani        |
| 10.   | Danmark      | Viggo Hunæus     | Arne Pedersen    | Ib Asbjørn         | Hans-Christian Olrik |